# Павильон № 5 «Физика» на ВДНХ
Павильо́н «Фи́зика» — павильон ВДНХ, построенный в 1952—1954 годах. Изначально носил название «Латвийская ССР».

## История
Павильон был построен в 1952—1954 годах под названием «Латвийская ССР» по проекту архитекторов А. Я. Айварса, В. К. Закиса и К. Я. Плуксне. Он занимает центральное место в композиции сквера Прибалтийских республик, созданного при послевоенной реконструкции выставки, когда для республик Прибалтики были созданы отдельные павильоны взамен единого, который существовал до войны. Главный фасад здания обрамлён портиком с 12 колоннами, которые сгруппированы парами. Окна главного фасада изначально были заполнены витражами с пейзажами латвийских городов и сюжетами на сельскохозяйственную тематику, по технике исполнения они напоминали витражи на станции метро «Новослободская»; долгое время считались утраченными, но впоследствии большая их часть была обнаружена в Латвии. 17 витражей выполнены в комбинированной технике с росписью фрагментов по эскизам рижских художников Эгонса Цесниекса и Гиртса Вилкса. Картоны выполняли Гиртс Вилкс и Арнольдс Вилкинс. Собирали витражи под руководством мастеров Екабса Бине и Эрнестса Вейландса. На главном входе в павильон — резные деревянные двери, которые изначально были украшены янтарём (украшения не сохранились).
Первая экспозиция павильона была посвящена культуре, сельскому хозяйству и промышленности Латвийской ССР. В частности, в павильоне выставлялись модели электропоездов Рижского вагоностроительного завода, автомобили РАФ, продукция мебельных и текстильных предприятий. В 1964 году, при переходе ВДНХ на отраслевой принцип, павильон получил название «Физика», с соответствующей сменой экспозиции.
До начала реставрации павильон занимала общественная организация «Лига здоровья нации» и её информационно-консультационный центр, в состав которого входят Общественный центр здоровья, Центр поддержки некоммерческих организаций, конгресс-центр и выставочный центр. В ходе ремонтно-реставрационных работ павильону планируют вернуть как исторический архитектурный облик, так и первоначальное назначение — музейно-выставочное.